# Ruda (Chorwacja)
Ruda – wieś w Chorwacji, w żupanii splicko-dalmatyńskiej, w gminie Otok. W 2011 roku liczyła 880 mieszkańców.